# Leones del Caracas

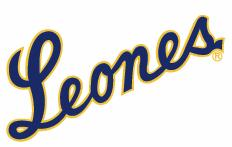
Logo der Leones del Caracas

Die Leones del Caracas (Caracas Löwen) sind eine professionelle Baseballmannschaft der Liga Venezolana de Béisbol Profesional (LVBP) mit Sitz in Caracas, Venezuela. Sie sind die erfolgreichste Mannschaft in Venezuela.

## Erfolge
Viele Spieler der Mannschaft kommen aus der Major League Baseball und spielen sogenannten Winter Baseball bei den Leones während der spielfreien Zeit in Nordamerika. Sie gewannen in der Saison 2009/2010 den 17. und sind die aktuellen Titelträger der Liga. Zweimal, 1982 und 2006, konnten die Leones auch den Karibiktitel in der Serie del Caribe gewinnen.

## Geschichte
Der Verein entstand 1952 als Pablo Morales und Oscar „El Negro“ Prieto die Mannschaft der Cervecería Caracas übernahmen. Das Stadion der Leones ist das 1951 eröffnete Estadio Universitario de Caracas auf dem Campus der Universidad Central de Venezuela, das Platz für rund 25.000 Zuschauer bietet.

## Bekannte Spieler
Bekannte Spieler der MLB, die bei Leones spielten, sind Bob "Come Dulce" Abreu, Roger Cedeño, Ugueth Urbina, Alex González, Marco Scutaro, José "El Hacha" Castillo, Henry Blanco, Victor Davalillo, Andrés "El Gato" Galarraga, Antonio Armas, Omar Vizquel, Pompello Davalillo, Luis Aparicio, Alfonso "chico" Carrasquel.